# Сулејман Угљанин
Сулејман Угљанин (Косовска Митровица, 20. новембар 1953) српски је политичар. Некадашњи је министар у влади и народни посланик у Народној скупштини Републике Србије. Заступа интересе бошњачке мањинске заједнице у Србији. Након силаска са власти, у јавности је излазио са контроверзним изјавама против државе Србије као и дискриминаторним коментарима на рачун ЛГБТ+ заједнице.

## Биографија
Дипломирао је на Стоматолошком факултету у Сарајеву, где је завршио специјализацију и докторске студије. Радио је 12 година као стоматолог у Медицинском центру у Новом Пазару.
Председник је Странке демократске акције Санџака од 29. јула 1990. године и Бошњачког националног Већа у Србији.
На новембарским изборима 1996. године у Савезној Републици Југославији изабран је за савезног посланика у Већу грађана Савезне Скупштине испред Коалиције „Листа за Санџак – др Сулејман Угљанин“. На првим непосредним изборима 2004. године изабран је за председника општине Нови Пазар.
Угљанина су званичници српске владе описали као поборника и промотера великоалбанске идеологије и екстремисту. Оглашен је промотером фашизма због учешћа у постављању плоче посвећене сараднику Осовине Аћифу Хаџиахметовићу оптуженом за масовне ратне злочине над Србима.
Угљанин је 2018. наставио и контроверзно изјавио да планира да "...порази ово чудовиште, ову фашистичку творевину, српску државу Србију".
Он је 2022. ЛГБТ+ заједницу упоредио са „стоком“. Фебруара 2023. повереница за заштиту равноправности дала је мишљење да је он повредио одредбе Закона о забрани дискриминације У поступку који је спроведен по притужби једне организације за заштиту људских права,због дискриминације по основу сексуалне оријентације у вези са изношењем става о истополним заједницама на прес-конференцији СДА.
Ожењен је, отац четворо деце.